# Vlaamse Televisie Sterren 2016
De Vlaamse Televisie Sterren 2016 is de negende editie van de Vlaamse Televisie Sterren, waar de Vlaamse Televisie Academie verscheidene programma's en tv-figuren bekroont.
Het evenement vond plaats op 23 april 2016 in het Plopsa Theater in De Panne en werd gepresenteerd door Luk Alloo. Net als bij de voorgaande editie was geen enkele televisiezender bereid om de show uit te zenden.
In totaal werden er 13 Televisie Sterren uitgereikt. De serie Bevergem was vooraf de grote favoriet met 7 nominaties. De cast ging met 3 beeldjes naar huis, waarmee ze de grote winnaar waren. 
Ook dit jaar werd er een ode gebracht aan de mediafiguren waar we vorig jaar afscheid van hebben moeten nemen. Dit keer werd het een duo-act van het koppel Gene Thomas & Kristel Verbeke.

## Winnaars
| Categorie                                   | Winnaar                                                  | Genomineerden                                                                                     | Uitgereikt door    |
| ------------------------------------------- | -------------------------------------------------------- | ------------------------------------------------------------------------------------------------- | ------------------ |
| Populairste Televisieprogramma              | De Slimste Mens ter Wereld (VIER)                        | Radio Gaga (Canvas) K3 zoekt K3 (VTM) Bevergem (Canvas)                                           | Liesbeth Homans    |
| Beste Acteur                                | Koen De Bouw (T.)                                        | Kris Cuppens (Spitsbroers) Piet De Praitere (Bevergem) Wim Willaert (Bevergem)                    |                    |
| Beste Actrice                               | Ann Tuts (Bevergem)                                      | Maaike Cafmeyer (Bevergem) Ella Leyers (T.) Tiny Bertels (Loslopend wild & gevogelte)             |                    |
| Beste Presentator                           | Staf Coppens & Mathias Coppens (Het Lichaam van Coppens) | Ben Crabbé (Blokken) Erik Van Looy (De Slimste Mens ter Wereld) Jonas Van Geel (Jonas & Van Geel) | Thomas Vanderveken |
| Beste Presentatrice                         | Karen Damen (Perfect, VIJF)                              | Martine Tanghe (Het Journaal) Lieve Blancquaert (Wedding Day) Nathalie Meskens (Beste Kijkers)    | Freddy De Vadder   |
| Beste Drama                                 | Vermist (VIER)                                           | Spitsbroers (VTM) T. (Eén) The Team (VTM)                                                         | Erik Van Looy      |
| Beste Humor                                 | Bevergem (Canvas)                                        | De Ideale Wereld (Canvas) Loslopend wild & gevogelte (Eén) Tegen de Sterren op (VTM)              |                    |
| Beste Entertainmentprogramma                | K3 zoekt K3 (VTM)                                        | De Slimste Mens ter Wereld (VIER) Het lichaam van Coppens (VTM) Jonas & Van Geel (VTM)            |                    |
| Beste Reportage, Documentaire en Informatie | Alloo in de buitenlandse gevangenis (VTM)                | Radio Gaga (Canvas) Topdokters (VIER) Wedding Day (Eén)                                           |                    |
| Beste Regie non-fictie                      | De Recherche (VIER)                                      | Soundtrack (Canvas) Ten oorlog (Eén) Slijk (Canvas)                                               |                    |
| Beste Scenario fictie                       | Bevergem (Canvas)                                        | T. (Eén) Vermist (VIER) Voor wat hoort wat (Eén)                                                  |                    |
| Rijzende Ster                               | Olga Leyers                                              | n.v.t.                                                                                            |                    |
| Carrièrester                                | Jaak Van Assche                                          | n.v.t.                                                                                            |                    |

## Meeste prijzen en nominaties
| Aantal nominaties | Genomineerde               | Aantal awards |
| ----------------- | -------------------------- | ------------- |
| 7                 | Bevergem                   | 3             |
| 4                 | T.                         | 1             |
| 3                 | De Slimste Mens ter Wereld | 1             |
| 2                 | Radio Gaga                 |               |
| 2                 | K2 Zoekt K3                |               |
| 2                 | Loslopend Wild             |               |
| 2                 | Het Lichaam van Coppens    | 1             |
| 2                 | Spitsbroers                |               |
| 2                 | Vermist                    |               |